# Simfonia núm. 42 (Mozart)
La Simfonia núm. 42 —K. 75— va ser escrita en fa major probablement per Wolfgang Amadeus Mozart entre març i agost de 1771 a Salzburg. L'edició Alte Mozart-Ausgabe (publicada entre 1879 i 1882) dona la seqüència numerada d'1-41 per a les simfonies. Les simfonies no numerades en aquest moment (algunes, inclosa la KV 76, van ser publicades en suplements de l'Alte-Mozart Ausgabe fins al 1910) han rebut posteriorment números en el rang de 42 a 56, encara que hagin estat escrites per Mozart amb anterioritat a la Simfonia núm. 41 (composta el 1788). D'aquesta manera, la Simfonia K. 75 seria la Simfonia núm. 42 en aquest esquema de numeració.
Com succeeix amb altres obres d'aquest període, com ara la Simfonia K. 97, la partitura autògrafa, que estava en possessió de Breitkopf & Härtel, va ser destruïda durant la Segona Guerra Mundial; d'aquesta manera, l'autoria de Mozart és incerta. No obstant això, molts experts consideren que l'obra és autèntica.

## Instrumentació i estructura
La simfonia està escrita per a dos oboès, dues trompes i cordes. En les orquestres de l'època era freqüent que no es escrivissin les parts de fagot i clave, els quals, si eren a l'orquestra, es limitaven a doblar a violoncels i a contrabaixos, per reforçar la línia del baix i funcionar com a baix continu. La interpretació de la simfonia sol durar uns tretze minuts. Els primers compassos de la simfonia són els següents:
Consta de quatre moviments:
- Allegro, en compàs 3/4
- Menuetto, en compàs 3/4
- Andante, en compàs 2/4
- Allegro, en compàs 3/8

De manera poc habitual, el Menuetto (minuet) i trio apareixen en el segon moviment de la simfonia, en lloc d'en el tercer, que és el més freqüent.